# Challenger de Sarasota 2014
El Sarasota Open 2014 fue un torneo de tenis profesional jugado en canchas de tierra batida. Se disputó la sexta edición del torneo que formó parte del circuito ATP Challenger Tour 2014. Se llevó a cabo en Sarasota, Estados Unidos entre el 14 y el 20 de abril de 2014.

## Jugadores participantes del cuadro de individuales
| Favorito | País                      | Jugador            | Rank1 | Posición en el torneo |
| -------- | ------------------------- | ------------------ | ----- | --------------------- |
| 1        | Bandera de Rusia          | Alex Bogomolov Jr. | 85    | Segunda ronda         |
| 2        | Bandera de Estados Unidos | Donald Young       | 91    | Cuartos de final      |
| 3        | Bandera de Estados Unidos | Jack Sock          | 94    | Primera ronda         |
| 4        | Bandera de Estados Unidos | Michael Russell    | 97    | Primera ronda         |
| 5        | Bandera de Estados Unidos | Tim Smyczek        | 103   | Primera ronda         |
| 6        | Bandera de Estados Unidos | Alex Kuznetsov     | 124   | Primera ronda         |
| 7        | Bandera de Argentina      | Facundo Bagnis     | 132   | Primera ronda         |
| 8        | Bandera de Canadá         | Peter Polansky     | 135   | Segunda ronda         |

| Posición en el torneo   |
| ----------------------- |
| Primera y segunda ronda |
| Cuartos de final        |
| Semifinales             |
| FINAL                   |
| CAMPEÓN                 |

- 1 Se ha tomado en cuenta el ranking del día 7 de abril de 2014.

### Otros participantes
Los siguientes jugadores recibieron una invitación (wild card), por lo tanto ingresan directamente al cuadro principal (WC):
- Sekou Bangoura
- Mac Styslinger
- Daniel Kosakowski
- Jarmere Jenkins

Los siguientes jugadores ingresan al cuadro principal tras disputar el cuadro clasificatorio (Q):
- Gianni Mina
- Naoki Nakagawa
- Antonio Veić
- Alexander Zverev

## Jugadores participantes en el cuadro de dobles

### Cabezas de serie
| Favorito | País                      | Jugador         | País                     | Jugador            | Rank1 | Posición en el torneo |
| -------- | ------------------------- | --------------- | ------------------------ | ------------------ | ----- | --------------------- |
| 1        | Bandera de Estados Unidos | Scott Lipsky    | Bandera de Nueva Zelanda | Michael Venus      | 110   | Primera ronda         |
| 2        | Bandera de Croacia        | Marin Draganja  | Bandera de Finlandia     | Henri Kontinen     | 122   | CAMPEONES             |
| 3        | Bandera del Reino Unido   | Ken Skupski     | Bandera del Reino Unido  | Neal Skupski       | 132   | Semifinales           |
| 4        | Bandera de Alemania       | Gero Kretschmer | Bandera de Alemania      | Alexander Satschko | 167   | Primera ronda         |

- 1 Se ha tomado en cuenta el ranking del día 7 de abril de 2014.

## Campeones

### Individual Masculino
- Nick Kyrgios derrotó en la final a  Filip Krajinović, 7–610, 6–4

### Dobles Masculino
- Marin Draganja /  Henri Kontinen derrotaron en la final a  Rubén Ramírez Hidalgo /  Franko Škugor, 7–5, 5–7, [10–6]